# Лесные антилопы
Лесные антилопы (лат. Tragelaphus) — род семейства полорогих, обитающий в Африке. Представлен семью видами.

## Внешний вид
Эти животные — относительно крупные антилопы со стройными конечностями и длинной шеей. Их длина составляет от 1,1 до 2,5 м, высота в холке — 0,6—1,5 м, а вес — 25—315 кг. Самцы значительно тяжелее самок. У большинства видов короткий хвост, лишь у бонго он более длинный и завершается кисточкой. Окрас шерсти варьирует от красно-коричневого до серо-коричневого и зависит от пола, региона и возраста. У всех видов на шерсти бело-жёлтый узор в форме пятен или полосок, иногда имеются белые узоры между глаз и на шее. За исключением бонго рога у лесных антилоп имеются только у самцов. Они спирально завинченные и могут насчитывать более метра в длину.

## Распространение
Лесные антилопы встречаются в Африке к югу от Сахары. Они населяют ряд сфер обитания, в том числе леса и кустарниковые саванны. Некоторые виды, такие как ситатунга, нуждаются в близости водоёмов, иные предпочитают более засушливые области. Времена суток, в которые лесные антилопы активны, а также их социальное поведение, варьируют в зависимости от вида.

## Систематика
Род лесных антилоп (Tragelaphus) содержит семь видов:
- Ньяла (T. angasii)
- Горная ньяла (T. buxtoni)
- Ситатунга (T. spekii)
- Бушбок (T. scriptus)
- Большой куду (T. strepsiceros)
- Малый куду (T. imberbis)
- Бонго (T. eurycerus)

Последний вид выделяется в отдельный подрод по имени Boocercus. Наиболее близкими родственниками лесных антилоп являются канны. Оба рода образуют таксономическую группу Tragelaphini в составе подсемейства быков.